# パレット文庫
パレット文庫（パレットぶんこ）は、小学館発行のライトノベル系、少女小説系の文庫レーベル。ここでは、母体となった雑誌『Palette』についても記述する。中学生を中心に小学5、6年生から高校生の女子を読者対象であったとしていた。

## 概要

### 前期
集英社の「コバルト文庫」、講談社の「ティーンズハート文庫」に対して企画されたレーベルである。当初は生え抜きはおらず、有名作家がラインナップの中心だった。

### 中期
講談社『なかよし』『少女フレンド』で活躍していた漫画家・あさぎり夕の「僕等の始まり」が売れたことから、ボーイズラブがラインナップの中心になりはじめる。また、この頃から生え抜き作家も出てき始めたほか、飼い殺しが噂され始めた。

### 後期
この頃は、終刊したキャンバス文庫の読者を取り込むため、ファンタジー作品をラインナップに加えるなど、幅広い読者層を意識してはいたが、ボーイズラブが中心だったこと、生え抜き作家の育成を怠ってきたことなどから読者離れが進み、売り上げは低迷。そして、2006年12月下旬をもって終刊となった。なお、後継はルルル文庫。

## 主な作品と作家
- 僕達の始まり（あさぎり夕）[3]
- おこげっ娘ラブ、おこげっ娘パニック（室山まゆみ）[3]
- 快感フレーズ番外編（高橋ななを）
- 還ってきた娘（篠原千絵）[3]
- 秀麗学院高校物語（七海花音）
- 紅蓮のくちづけ（深山くのえ）
- りぼん絵日記、りぼん記念日（五百香ノエル）
- ふしぎ遊戯　外伝（西崎めぐみ） - ルルル文庫で継続

## キャッチコピー
本屋さんで買える恋（前期）
恋の充電にパレット文庫（中期）
なお、2001年以降、キャッチコピーはない。

## パレットノベル大賞
詳細はパレットノベル大賞を参照のこと。

## 雑誌『Palette』
雑誌『Palette』は、パレット文庫の母体として創刊された小説誌である。1988年に季刊として創刊し、1992年には隔月刊となったが、1993年休刊となった。
『コバルト』を意識していたが、同誌ほどの支持を得るには及ばなかった。
それ以降、小学館はライトノベル誌を発行していないが、漫画誌「ポシェット」に一時期、小説が連載されていたことがあった。
キャッチコピーは「キュートな女の子の恋愛小説マガジン」。